# Huron (Dakota do Sul)
Huron é uma cidade localizada no estado norte-americano de Dakota do Sul, no Condado de Beadle.

## Demografia
Segundo o censo norte-americano de 2000, a sua população era de 11.893 habitantes.
Em 2006, foi estimada uma população de 10.909, um decréscimo de 984 (-8.3%).

## Geografia
De acordo com o United States Census Bureau tem uma área de
21,6 km², dos quais 21,3 km² cobertos por terra e 0,3 km² cobertos por água. Huron localiza-se a aproximadamente 388 m acima do nível do mar.

## Localidades na vizinhança
O diagrama seguinte representa as localidades num raio de 24 km ao redor de Huron.